# Abri de la Cure
L'abri de la Cure est un site archéologique situé dans la commune vaudoise de Baulmes, en Suisse.

## Histoire
Les trois gisements situés à la base de la falaise qui domine le village ont été découverts en 1874, lors de la construction de la route du Suchet et confirmés par des sondages en 1966. Le nom d'« abri de la Cure » a été donné au plus important de ces gisements, situé dans le verger du presbytère. Une part importante du site n'a pas encore été fouillé.
Le site est classé comme bien culturel d'importance nationale.

## Description du site
Le site présente plus de trente phases d'occupation s'étendant du Paléolithique supérieur aux débuts du Moyen Âge sur au moins 7 mètres d'épaisseur. Les éléments étudiés sur place couvrent la faune (cerf et sanglier principalement), l'industrie lithique (triangles et pointes du Mésolithique inférieur, trapèzes et grattoirs du Mésolithique moyen et du Mésolithique supérieur) et les analyses polliniques (qui ont mis en évidence la présence principalement de noisetiers et de tilleuls). Non loin du site de la Cure, un crâne humain a été découvert à l'abri de Mistredame alors qu'un site fortifié protohistorique a été mis au jour au sommet de la falaise.